# Операција Барбароса
Операција Барбароса био је немачки кодни назив за инвазију Нацистичке Немачке на Совјетски Савез током Другог светског рата. Операција је добила име по цару Светог римског царства Фридриху Барбароси.
Главни циљ операције је био брзо освајање целог европског дела Совјетског Савеза, западно од линије која је повезивала Архангелск и Астрахан. Неуспех операције Барбароса на крају је резултовао целокупним поразом Трећег рајха. Источни фронт који је отворила операција Барбароса био је највеће бојиште Другог светског рата, са највећим и најбруталнијим биткама, великим људским губицима и разарањем. Немачке снаге су заробиле на милионе совјетских ратних заробљеника којима није била загарантована заштита прописана Женевским конвенцијама. Већина њих нису преживели; Немачка је намерно изгладњивала заробљенике до смрти као део плана изгладњивања, чији је циљ да се смањи број становника источне Европе и да се она касније поново насели Немцима. Преко милион совјетских Јевреја су убиле ајнзацгрупе или су страдали у гасним коморама као део Холокауста.

## Снаге

### Немачке снаге
Немачке оружане снаге, које су 22. јуна 1941. прешле совјетску границу, биле су тада најмодерније и најбоље припремљене на свету, најбоље опремљене и организацијски најефикасније постављене војне јединице са већ стеченим великим искуством из дотадашњих ратова у Европи. Ударну снагу немачке копнене војске представљале су тенковске јединице, укупно 21 дивизија. Немачка је 1941. имала 5.262 тенка од којих је 3.332 употребљено против Совјетског Савеза. За непосредно садејство с оклопним јединицама, немачка Врховна команда располагала је са 14 моторизованих дивизија. Оружане снаге имале су 124 пешадијских дивизија, 6 брдских дивизија и 1 СС полицијску дивизију, укупно 131 добро опремљену дивизију. Затим је постојала још 41 посадна дивизија са ограниченом борбеном способношћу, намењене за извршење лакших задатака, углавном за контролу територије. Имали су и једну коњичку дивизију. Слаба страна немачких оружаних снага била је у недовољном броју транспортних средстава и у недостатку моторног горива, као и у релативно малом броју инжењерских јединица и у малом броју резервних јединица. Све до 1. октобра 1941. само је 370.000 немачких војника било на располагању за попуну губитака. Немачка је јуна 1941. имала укупно 7.234.000 војника, а њих 3.200.000 било је одређено за напад на Совјетски Савез. Немачко ваздухопловство је јуна 1941. имало 3.440 авиона. Они су углавном коришћени у садејству са копненим снагама, посебно с оклопним механизованим дивизијама. Немачка ратна индустрија је 1941. године још радила темпом који је био изненађујуће спор за другу ратну годину. Производња муниције је 1941. била за читавих 60% нижа него 1940. С оправдањем се зато постављало питање да ли ће немачке јединице моћи да се одрже на нивоу, јер је било неминовно да ће слабити њихова способност.
Немачке јединице су биле распоређене у три групе армија:
- Група армија Север је била развијена на фронту дугачком 230 km од Балтика до пола пута између Голдапа и Сувалкиа. Њихов задатак је био да униште совјетске трупе у Прибалтику, заузму луке на мору и правцем Даугавпилс – Опочка – Псков муњевито продру на северозапад да би спречиле повлачење совјетских трупа из Прибалтика и створиле услове за даље напредовање ка Лењинграду. Ту групацију је подржавала 1. ваздушна флота са 1.070 авиона.
  - 16. армија генерал Ернст Буш
  - 18. армија генерал Георг фон Кихлер
  - 4. оклопна група генерал Ерих Хепнер
  - Укупно 28 дивизија
  - Командант фелдмаршал Вилхелм фон Леб
- Група армија Центар је била развијена на 550 km широком фронту јужно од Голдапа до Лублина и имала је задатак да правцем Бјалисток – Минск – Смоленск продре даље на исток, уништи совјетске снаге у Белорусији и створи услове за освајање Москве. Ту групацију је подржавала 2. ваздушна флота са 1680 авиона.
  - 9. армија генерал Адолф Штраус
  - 4. армија генерал Гинтер фон Клуге
  - 3. оклопна група генерал Херман Хот
  - 2. оклопна група генерал Хајнц Гудеријан
  - Укупно 52 дивизије
  - Командант фелдмаршал Федор фон Бок
- Група армија Југ била је развијена од Лублина до ушћа Дунава, на фронту дугом 780 km. Њен задатак је био да муњевито продре према Кијеву и даље на исток. Из ваздуха ју је подржавала 4. ваздушна флота са 1300 авиона.
  - 6. армија генерал Валтер фон Рајхенау
  - 17. армија генерал Карл-Хајнрих фон Штилпнагел
  - 11. армија генерал Еуген фон Шоберт
  - 1. оклопна група генерал Евалд фон Клајст
  - 3. румунска армија генерал Петре Думитреску
  - 4. румунска армија генерал Николае Куперка
  - Један мађарски корпус
  - Укупно 45 немачких дивизија, 8 сателитских дивизија и 8 бригада
  - Командант фелдмаршал Герд фон Рундштет

### Совјетске снаге
Оружане снаге Совјетског Савеза имале су, у извесној мери, предност над немачким. Од 1921. се сваке године вршило регрутовање, тако да је 1941. године, према неким подацима, на располагању било око 15.000.000 резервиста. Наоружање ове огромне масе људи било је ограничено због још слабог производног капацитета совјетске индустрије. Постоје разне процене о укупном броју јединица које је Совјетски Савез 1941. године имао под оружјем. Највише процена говори о 9.000.000 војника, укључујући и резерве мобилисане за време рата. Од тих 9.000.000 је, по строго поверљивим подацима, 22. јуна 1941. било 4.700.000 у саставу Црвене армије. Око 2.500.000 војника било је распоређено по западним границама Совјетског Савеза. Пошто су борбе почеле, немачка војна обавештајна служба је идентификовала: 173 пешадијске дивизије, 32 коњичке дивизије, 78 оклопних бригада, 45 моторизованих бригада. Бројни састав и наоружање совјетских јединица био је осетно слабији од немачких. Осим тога, 25 пешадијских дивизија, 7 коњичких и 6 оклопних бригада налазило се на Далеком истоку, а део снага био је према Турској.
Употреба совјетских оклопних јединица се, за разлику од немачких, још заснивала на идејама из 1918. и била је првенствено усмерена на пружање подршке пешадији. Свака пешадијска дивизија имала је зато, за разлику од Немаца, по батаљон тенкова. Према некима, Црвена армија је 1941. године уочи немачког напада имала око 24.000 тенкова, док је требало да индустрија сваког месеца испоручује 1.500. Ови тенкови су великим делом били застарели, јер је тек од 1939. почела производња модерног средњег тенка, касније толико познатог Т-34, који је био бољи од свега што су Немци могли да покажу и који је за њих дошао као горко изненађење. Совјетски транспортни моторизовани материјал био је по конструкцији једноставнији од немачког, али много боље прилагођен совјетским приликама. Ово се још више односило на зимску одећу и опрему војника. Један од највећих недостатака у совјетском наоружању био је мали број противтенковског оруђа. Затим средства везе нису била најсавременија.
Обе армије биле су обучене на принципу строге дисциплине. После Стаљинових чистки 1936-1938. совјетско командовање је стављало нагласак на дисциплину јединица и старешина. Ваздухопловство Црвене армије бројало је, вероватно, више од 10.000 авиона, док је ваздухопловна индустрија имала капацитет производње од 1.800 апарата месечно. Већина авиона била је застарела, било је нешто нових типова, а ноћних ловаца уопште није било. Совјетске снаге нису имале радар. Од авијација великих сила, совјетска је 1941. била нешто у заостајању. И она се, углавном, користила за потпомагање копнене војске.
Као што је већ познато, Хитлер је имао рђаво мишљење о одбрамбеној способности Совјетског Савеза. Његова оцена почивала је делом на - мање или више тачним - подацима о слабом квалитету совјетског командног кадра и наоружања. Другим делом је, међутим, почивала на мишљењу о комунистичком терору над народом и на ниској процени квантитета и квалитета резерви и наоружања.
Непосредно пре немачког напада на западним границама Совјетског Савеза налазило се 170 совјетских дивизија са 2 милиона 680 хиљада људи. Треба имати у виду да су совјетске дивизије биле знатно мање од немачких. Оне су најчешће бројале 8-9 хиљада људи, често само 5-6 хиљада, а ретко 14 хиљада војника.

## Припреме
Рат са Совјетским Савезом требало је завршити 1941, јер су Немци имали у виду да ће дотле стално јачати Британија и Сједињене Америчке Државе. Због периода киша и блата у пролеће и јесен и оштре зиме која затим следи, најпогодније време за извођење био је једино период од средине маја до средине октобра. Немци су, међутим, сматрали да им неће бити потребно толико времена. У документима се може видети да су претпостављали да је осам до десет недеља довољно да се заврши рат са Совјетским Савезом. Осим што је требало уништити совјетске армије у граничном појасу, требало је, наравно, спречити да Совјетски Савез баци у борбу своје огромне људске и материјалне резерве. То би се могло остварити једино ако би се брзо заузела она совјетска територија која је најнасељенија и где су се налазили главни извори снабдевања. За Немце је била велика предност што су се та подручја, налазила, углавном, у европском делу Совјетског Савеза.
Уколико би се заузела подручја западно од линије Архангелск - Волга - Астрахан, Совјетски Савез би изгубио најнасељеније области, затим 76% своје војне индустрије, 90% своје производње нафте, а такав губитак би за њега био фаталан. И зато је немачка Врховна команда планирала да освоји та подручја. Да би могли реализовати тај задатак, и то за тако кратко време, Немци су морали у још већој мери него раније да примене нову стратегију поступака којом су у Пољској и Француској за веома кратко време постигли велике резултате. Требало је да се тенковско-механизоване јединице концентришу у велике оклопне групације армије, које би дубоким клиновима пробиле совјетско гранично подручје и уз помоћ авијације дубоко продрле у унутрашњост Совјетског Савеза. Ратно ваздухопловство је осим тога имало задатак да у позадини совјетских јединица разбије систем веза, командовања и снабдевања. Кад се пробије совјетски систем одбране прве линије, требало је да немачки оклопни клинови крилима затворе обруч окружења и тиме обухвате главне непријатељске снаге и онда их униште. Немци су овај начин борбе звали „клин и котао“. Једном опкољене совјетске јединице не би могле дуго да издрже у таквом котлу и биле би уништене.
Пошто би се на тај начин уништиле главне снаге Црвене армије у европском делу Совјетског Савеза, немачке армије би се брзо пробијале до линије Архангелск - Астрахан, и то пре него што би Совјети стигли да мобилишу своје резерве и успоре немачки напад до периода киша и блата. Природни положај Совјетског Савеза у извесној мери је отежао намере нападача са запада. Два велика мочварна подручја - позната мочвара Припјат и мање позната балтичка шумска и мочварна зона - ограничавале су приступ земљи на три, сразмерно уска надморски виша прилаза који су познати као Балтичка висораван, Западноруска висораван и Јужноруска висораван. Само по себи је разумљиво да је немачки напад следио ове природне правце напада. На овим висоравнима налазиле су се, наравно, совјетске армије, а преко ових висоравни, дуж раније границе према Пољској и другим балтичким државама, пружала се недовршена линија бункера (а не утврђења) коју су Немци предимензионирано назвали „Стаљинова линија“.
Из Токија су совјетски обавештајци Рихард Зорге и Бранко Вукелић још 5. марта 1941. године послали у СССР фото-копију тајних докумената, међу којима и телеграм Јоахима Рибентропа немачком амбасадору у Токију генералу Оту о планирању немачког напада на СССР у другој половини јуна. Зорге је 19. маја јавио Москви доста прецизне податке о концентрацији на западним границама Совјетског Савеза. А 15. јуна, недељу дана пре немачког напада, послао је центру у Москви следећу вест: “Рат ће почети 22. јуна”.
Разна сведочења маршала Жукова и осталих совјетских генерала говоре да је Немцима пошло за руком да обману највише совјетско руководство. Занимљив је податак да су Немци главнину својих снага предвиђених за напад на СССР, а посебно оклопне јединице, лоцирали на 200-250 km од совјетске границе, а њихово довођење на полазне положаје уследило је тек дан-два пре почетка напада.

## Ноћ уочи напада
Метеоролошки извештаји су забележили да је у суботу 21. јуна 1941. године у источној Европи био топао сунчан дан. Истог тог дана увече, Совјетима су пребегли немачки подофицир и један војник. Готово у исто време границу је прешао и Пољак Мечислав Стефански, совјетски обавештајац, касније капетан пољске војске. Стефановски је сведочио о великим покретима немачке војске, као и о захукталим припремама с оне стране границе. Саопштење Стефановског одмах је пренето у Москву. Највише совјетско руководство се још увек колебало да предузме одговарајуће мере.
Начелник штаба Кијевског војног округа генерал-лајтнат Максим Пуркајев телефонирао је увече 21. јуна начелнику Генералштаба Георгију Жукову и обавестио га да је совјетском граничарима пребегао један немачки наредник који је испричао причу да ће немачке трупе у зору 22. јуна напасти Совјетски Савез. Жуков је затим телефонирао народном комесару одбране Семјону Тимошенку и Стаљину о ономе што је управо сазнао. Стаљин се и даље колебао. И даље је веровао да су те приче само дезинформације којим се покушава да се испровоцира сукоб између Совјетског Савеза и Немачке. Тимошенко је предложио да се трупе у пограничним областима ставе у стање приправности.

## Барбароса
У недељу 22. јуна 1941. рано ујутро је дефинитивно поништен немачко-совјетски споразум о ненападању из 1939. године. На дан кад су 1812. Наполеонове трупе у походу на Москву прешле реку Њемен, на дан кад је 1940. Француска потписала капитулацију, Хитлерова армија и авијација прекинуле су мир на западној граници Совјетског Савеза. Отпочело је извођење операције по ратном плану „Барбароса”. Већина мостова преко граничних река одмах је пала неоштећена у руке Немаца. Граничне делове Црвене армије изненадила је артиљеријска ватра и ваздушно бомбардовање; стотине совјетских авиона уништено је на земљи. Технички, али пре свега психички, совјетске армије нису биле спремне за рат, и то упркос многим упозорењима које је Стаљин добио не само од сопствене обавештајне службе, него и из иностранства. Зато је на совјетској страни владала општа пометња. Готово потпуно је изостала координација одбране, што је делом била и последица организације Црвене армије у којој је између врховне команде и појединих команданата фронтова и армија недостајала природна спона. За одбрамбени рат су совјетски положаји, стратешки гледано, били далеко од идеалног. Једва да се водило рачуна о томе да постоји могућност да ће евентуални рат морати да се одвија на совјетској територији; једноставно се полазило од тога да би Црвена армија приликом непријатељског напада тако брзо реаговала, да би решење рата пало на територији противника.
Тек у ноћи између 21. и 22. јуна издата су наређења да се јединице и противваздушна одбрана доведу у стање потпуне приправности. На многим местима је 22. јуна још било у току спровођење ових наредби; на других местима их још нису ни примили кад је почео изненадни немачки напад. „Непријатељ је очигледно дуж целе линије фронта изненађен“, записао је немачки генерал Франц Халдер, начелник генералштаба копнене војске у свој дневник.
У 3:17 с немачких пограничних аеродрома полетело је хиљаде авиона и напало Мурманск, Каунас, Минск, Кијев, Одесу, Севастопољ и друге градове. На копну су Немци отпочели офанзиву моћном артиљеријском припремом која је нанела велике губитке совјетским трупама. Користећи се изненадним нападом немачке трупе су одмах постигле крупне успехе. Већ првог дана рата совјетска авијација је изгубила 1.200 авиона. Совјетски генерал авијације Копец починио је други дан самоубиство. Велике губитке претрпеле су тенковске, артиљеријске и друге јединице. После удара авијације и артиљеријске припреме немачке копнене трупе су прешле у напад на фронту од Балтика до Карпата.
Војни руководиоци у Народном комесаријату одбране су били збуњени и још увек нису знали шта да раде. Маршал Тимошенко је нервозно шетао по правоугаоном кабинету смркнут и замишљен. Он је наредио Жукову да телефонира Стаљину који је тек легао да спава. У 4:30 сви чланови Политбироа су били на окупу у Стаљиновом кабинету. Стаљин је био блед, седео је за столом, држао је у руци напуњену лулу. Рекао је да треба хитно телефонирати у немачку амбасаду. Из амбасаде су одговорили да амбасадор гроф фон Шуленбург тражи да буде примљен због хитног саопштења... Примио га је Молотов, који се после обављеног разговора вратио код Стаљина у кабинет и саопштио: “Немачка влада нам је објавила рат”.
Отприлике у исто време у Берлину је Јоахим Рибентроп уручио меморандум совјетском амбасадору у коме је покушао да “објасни” зашто је Немачка “морала” да поведе рат против Совјетског Савеза. Када је совјетски амбасадор узвратио немачком министру иностраних послова “да ће Немачка због овога скупо платити”, Рибентроп се збунио, истрчао у хол за њим и почео да га уверава како он “лично није за рат”.
У 8:00 дуж читавог фронта водиле су се жестоке битке. Једино је на сектору Лењинградског фронта ситуација још увек била мирна. У 12:00 преко Радио-Москве потпредседник совјетске владе Молотов је обавестио совјетски народ да су немачке трупе напале СССР и изразио уверење да ће нападач бити поражен. Наредног дана формирана је Ставка.
Тамо где је Вермахту пружен организован отпор његове трупе су заустављене на самој граници. У градићу Сокаљу, у западној Украјини караула поручника Лопатина, опремљена једино пушкама и митраљезима, тукла се у окружењу читавих 11 дана са вишеструко надмоћнијим непријатељем. Караула је пала тек када је и последњи граничар погинуо.
Један од најславнијих страница у отаџбинском рату исписали су браниоци пограничне тврђаве Брест. У овом сектору наступала је најјача Немачка група “Центар”. Ујутро 22. јуна на гарнизон у Бресту насрнуле су три немачке дивизије. Гарнизон су сачињавала само два пешадијска пука која су већ после неколико часова била опкољена. Међутим, Немцима је требало месец дана крвавих борби да би заузели овај градић на коме је лепршала совјетска застава чак и када су немачке трупе продрле у Смоленск, удаљен само 400 km од Москве. На једној од сачуваних зидина могу се прочитати следеће речи: “Било нас је петорица: Седов, Крутов, Ј. Богољуб, Михајлов, В. Селиванов. Ступили смо у бој 22. јуна 1941 …Изгинућемо, али нећемо одступити”. Један непознати војник је написао: “Умирем, али се не предајем. Збогом отаџбино! 20. јул 1941”.
Познат је и случај ваздухопловног капетана Николаја Гастела који је 26. јуна напао једну немачку колону северно од Минска. Авион му је погођен па се затим запалио. Гастело је своју запаљену летелицу усмерио на немачку колону тенкова и цистерни. Јуначки је погинуо, али је и непријатељу нанео знатну штету. Током Другог светског рата совјетски пилоти су преко 300 пута поновили поступак капетана Гастела.
Познато је и писмо војника Александра Голкова који се у тренутку напада налазио у Ровну у Украјини, а које је „упутио“ својој супрузи у Лењинград. Писмо је објављено 9. јануара 1964. године у листу „Краснаја звезда“, а пронађено је после рата у металној кутији олупине тенка у коме се налазио Голков.
Одмах по отпочињању непријатељстава по решењу Политбироа ЦК СКП су западни погранични војни окрузи Прибалтички, Западни и Кијевски преименовани у Северозападни, Западни и Југозападни фронт. Лењинградски војни округ преименован је 24. јуна у Северни фронт, а 25. јуна на бази команде Московског војног округа био је формиран Јужни фронт, који је ујединио део снага Југозападног фронта и 9. армију коју је издвојио Одески округ. Истовремено је је СССР почео да ствара резерву Врховне команде.
Међутим, и увече првог ратног дана совјетски Генералштаб је очигледно имао слаб увид у ситуацију на фронту. Тако су трупе Кијевског војног округа (Југозапади фронт) добиле наређење да 23. јуна отпочну велику офанзиву која би 24. јуна довела до освајања Лублина, неколико десетина километара унутар пољске територије. Јединице у Балтичком војном округу (Северозападни фронт) добиле су слично апсурдно наређење, а осим тога су сва три фронта добила наређења да опколе и униште немачке јединице. Команданти на фронтовима су мало шта могли да започну са таквим наредбама. Немци су изводили једну од најуспешнијих операција муњевитог рата. Квалитативно су били далеко супериорнији; квантитативно су били јачи на свим тачкама које су биле циљ почетног напада. Од великог значаја је била и немачка надмоћност у ваздуху. До подне 22. јуна уништено је, отприлике, 800 совјетских авиона (наспрам 10 до 20 уништених немачких). До краја тога дана овај се број попео на 1.200 (од којих је 900 уништено на земљи); два дана касније су Совјети изгубили 2.400 авиона. Совјетски бомбардери који се у тренутку напада нису налазили близу линије фронта, покушали су да пређу у напад, али су притом извршавали застареле наредбе: прелетали су преко линије фронта у правцу пољске територије да би тамо тражили непостојеће концентрације немачких трупа. Осим тога у већини случајева више није било ловаца да их прате, па су лако постајали жртве немачких ловаца и противавионске артиљерије. Кад су се Немци изборили за превласт у ваздуху, могли су готово неометано, по плану, да употребе своју ваздушну флоту за подршку копненој војсци, посебно оклопно-механизованим дивизијама.
У почетку су групе армија „Север“ и „Центар“ постизале велике успехе. Тежиште операције по плану „Барбароса“ било је у почетку на правцу Групе армија „Центар“ под командом фелдмаршала фон Бока. Ова Група армија имала је у свом саставу највећи број пешадијских дивизија, две од четири оклопне групе (армије) и јаку ваздушну флоту. Напад се одвијао по плану. На северном и јужном крилу су се Трећа оклопна група под командом генерала Хота и Друга оклопна група под командом генерала Гудеријана, брзо пробиле на исток. Између те две оклопне групе напредовала је 9. армија генерала Штрауса и 4. армија генерала фон Клугеа. Само у рејону Бреста Немци су наишли на жесток отпор; око градске цитаделе борбе су се водиле све до половине јула. Један део Гудеријанове оклопне групе био је због тог отпора неколико дана у закашњењу. Истурени део 2. оклопне групе прелазио је првих дана рата просечно 60 km на дан и већ петог дана је био пред Минском. Други део те исте групе стигао је дан касније до Бобрујска на Березини.
Трећа оклопна група наишла је на слаб отпор и 23. јуна је код Алитуса и Меркине дошла до Њемена (мостови преко ове реке пали су Немцима неоштећени у руке); 24. јуна је заузела Вилњус а затим скренула на југоисток, да би се код Минска спојила са 2. оклопном групом. То се одиграло 27. јуна.
Ипак Гудеријан није био потпуно задовољан. Немачка пешадија није могла да следи скоро невероватан темпо напредовања оклопних дивизија. Томе је допринела и чињеница да је пешадија морала да напредује по много слабијем терену; релативно добри, чврсти путеви били су резервисани за покрет оклопно-механизованих снага и њених позадинских делова. Поготово је 4. армија фон Клугеа морала да савлада изузетно тежак терен. Кад се показало да се планирана велика клешта Групе армија „Центар“, која је требало затворити код Минска, морају заменити извесним бројем мањих клешта унутар тог простора, постојала је опасност да заостајање пешадије за оклопним снагама порасте. Гудеријан је несумњиво био један од најспособнијих немачких генерала оклопних јединица. Он је увиђао предност брзог пробоја оклопних јединица за извођење муњевитог рата. По њему је требало да оклопне јединице оперишу што самосталније, водећи рачуна о ризику да могу настати празнине између оклопних и пешадијских јединица. Немачка Врховна команда је међутим тражила да оклопне јединице смање темпо наступања како би се што ефикасније затворио обруч окружења око противничких јединица. То је било потребно утолико више што су сада 4. и 9. армија имале посла са опкољеним трупама које су додуше биле изоловане и којима је недостајала муниција и гориво, али које упркос томе нису ни помишљале на предају и до краја су се жестоко бориле. Због одсуства подршке оклопних јединица које су отишле већ много напред, пешадијске јединице нису могле довољно чврсто да затворе обруч окружења код Бјалистока и Волковиска, па су се многе совјетске јединице успеле да се пробију у правцу истока, а неке су се пробиле у Припјатске шуме и прешле на партизански начин ратовања. Упркос отпору Гудеријана и фон Бока, фон Клуге је успео да део оклопних јединица почетком јуна укључи у састав 4. армије и да тиме нешто повећа покретљивост пешадијских јединица. Ова реорганизаџија је приликом затварања обруча окружења код Новогрудока, западно од Минска, уродила плодом. Ту се успешно затворио обруч окружења око главнине совјетског Западног фронта.
Показало се, међутим, да нова немачка тактика има и своје слабости. Доводила је, наиме, до губитка времена на остварењу општег плана, а управо је фактор времена био веома важан за муњевити рат. На тај начин су друге совјетске јединице добиле могућност да се реорганизују и добију појачање. То се и десило северозападно од Смоленска (после Минска то је био следећи циљ Немаца на њиховом напредовању ка Москви), дуж Березине, Даугаве и Двине и у подручју између ове две реке. Немци су једино успели да брзо пробију совјетску одбрамбену линију дуж Березине. На осталим линијама фронта се релативно дуже времена пружао отпор.
Командант Северозападног фронта генерал Кузњецов је пре немачког напада рачунао с агресијом, али није успео да убеди Москву, па није могао да предузме ефикасније одбрамбене мере. У тренутку напада, његове јединице, великим делом слабо наоружане, биле су развучене на широком фронту по балтичким земљама. Један део тих јединица је управо спроводио реорганизацију; а армије првог ешелона биле су удаљеније од границе него што је то био случај на осталим фронтовима. Зато фелдмаршалу фон Лебу није било тешко да се са својом Групом армија „Север“, која је иначе била најслабија, у току првих дана рата брзим темпом пробије из Источне Пруске дубље у Литванију. На јужном крилу Групе армија „Север“ налазила се 4. оклопна група под командом генерала Хепнера (северна армијска група располагала је само једном оклопном групом). Хепнерова 4. оклопна група састојала се из два оклопна корпуса: 56. под командом генерала фон Манштајна и 41. под командом генерала Рајнхарда. Успеси 56. оклопног корпуса били су импозантни: четири дана после напада, 26. јуна, фон Манштајн је стигао на Даугаву у Летонији, на висини Даугавпилса. Корпус је већ био прешао 250 km и прокрстарио целу Литванију. Мостови код Даугавпилса пали су Немцима у руке. Међутим, и код Манштајновог корпуса дошло је до застоја у даљем напредовању ка Лењинграду. Да би се без много ризика кренуло даље, била је потребна помоћ 41. оклопног корпуса, који је наишао на непредвиђени отпор Црвене армије. Из области североисточно од реке Њемена кренуле су јаке совјетске снаге са више од две стотине тенкова у правцу северозапада да би извршиле противудар. Рајнхард је додуше успео да одбије овај противудар, али је његово напредовање због тога било успорено, па је тек 29. јуна код Јекабпилса стигао на Даугаву, неколико десетина километара северно од Даугавпилса. Совјети су у међувремену радили на организовању одбрамбене линије дуж Даугаве. Она, међутим, није на време била у потпуности изграђена да би могла да заустави 4. оклопну групу. После жестоких борби које су трајале неколико дана успело је целој оклопној групи да 2. јула поново настави напредовање у правцу североистока. Док је дошло до застоја 4. оклопне групе, због боље координације између оклопне групе и пешадије него што је то било код Групе армија „Центар“, две армије Групе армија „Север“ (18. армија под командом генерала фон Кихлера и 16. под командом генерала Буша) постигле су за кратко време велике успехе, не заоставши много за одмаклом 4. оклопном групом.
Осамнаеста немачка армија је за десет дана заузела луке Лијепаја, Венспилс и Ригу (на ушћу Даугаве) и тиме одузела совјетској Балтичкој флоти њене базе на Балтику. Поготово је пад Риге, главне базе Балтичког војног округа, био велики губитак за Совјетску морнарицу, иако је велики део јединица флоте у последњем тренутку успео да се повуче преко Финског залива за Лењинград. Совјетска флота која је у просеку спремније дочекала немачки напад него копнена војска, успела је да се повуче у првој етапи рата без већих губитака, захваљујући, између осталог, и разумевању и активностима адмирала Кузњецова (народног комесара морнарице), адмирала Трибуца (команданта Балтичке флоте) и адмирала Головка (команданта Северне флоте у поларном подручју). Још више од месец дана пре немачког напада, Кузњецов је успео да издејствује да се многи бродови из сразмерно незаштићених лука Лијепаје и Венспилса пребаце у Ригу. На сопствену одговорност је 19. јуна довео флоту у стање приправности. Последње наређење издато у миру – „спремни за акцију“ - није међутим смео да изда на своју руку. Кад је наређење дошло у ноћи између 21. и 22. јуна, Трибуц и Головко су већ били спремни. „Сваког тренутка смо очекивали телеграм из Москве следеће садржине: рат је отпочео“.
На јужном делу совјетско-немачког фронта Немци су у почетку постизали мање успехе. Група армија „Југ“, под командом фелдмаршала Рундштета, имала је, у свом саставу две румунске армије и један мађарски корпус, који су иначе по квалитету били далеко испод немачких јединица. Фон Шобертова 11. армија, која је припадала Групи армија „Југ“, распоређена на Пруту у Румунији, кренула је у напад касније због тога што су се неке њене дивизије дуже задржале на Балкану и што Мађари и Румуни нису били спремни за наступање. Тако је фелдмаршал фон Рундштет 22. јуна, осим авијацијом, могао, у суштини, да располаже само 6. армијом (под генералом фон Рајхенауом), 17. армијом (под генералом фон Штилпнагелом) и фон Клајстовом 1. оклопном групом, које су се налазиле у југоисточном делу Пољске. Вероватно да је Рундштету од почетка било јасно да ће упркос војном квалитету својих команданата армија имати проблеме са совјетским армијама на југозападном фронту. Оне су, наиме, биле, и по броју дивизија и по броју оклопних јединица, исто тако јаке као снаге Западног и Северозападног фронта заједно. Осим тога је Рундштет морао да отпочне свој напад мање-више фронтално у немогућности да прави велика опкољавања. Већ 23. јуна је Халдер у свом дневнику изразио забринутост због овакве ситуације: „Бићемо принуђени да нађемо слабу тачку у совјетској одбрани и да на њу ударимо оклопним снагама и свим средствима да бисмо постигли успех у Украјини…“ Совјетске армије су непрекидно прелазиле у противнападе и противударе и биле су у предности што су могле да наступају не само из дубине него и са подручја северног и јужног крила Групе армија „Југ“. На северу су биле тешко приступачне Припјатске мочваре, а на југу су совјетске јединице имале велику слободу маневрисања, јер из Мађарске и Румуније није још био отпочео напад на Совјетски Савез.
Уз помоћ снажног удара из ваздуха, Немци су успели да одбију готово све совјетске противнападе и противударе, али су њихови губици у људству и материјалу били веома велики. И код совјетских јединица је то додуше био случај; по Халдеровим речима, овде је беснела „веома жива“ битка. Тако Немци на јужном делу совјетско-немачког фронта нису спектакуларно напредовали и о правом муњевитом рату ту у првим седмицама рата није, у ствари, могло да буде ни говора. То је била велика предност за совјетску страну, јер време им је било значајан савезник. Крајем јуна и почетком јула 1941. почео је, међутим, да слаби совјетски отпор на југу. Многе совјетске јединице почеле су да се повлаче на исток да би дуж насипа реке Дњепра градиле нове одбрамбене линије, а велики део јединица је пребачен на централни део фронта. Крајем јуна су градови Ковељ, Ровно и Лавов били у рукама Немаца и наступање је могло да се настави бржим темпом. Ово није важило за северно крило Групе армије „Југ“, јер је тамо најпре требало очистити Припјатске мочваре и ослободити се совјетског притиска са те стране.
Трећег јула је Халдер имао разлога за оптимизам у погледу развоја операција на целом совјетско-немачком фронту. У свом дневнику је тада записао: „Углавном се сад већ може говорити да је извршен задатак да се главнина совјетских снага потуче испред Двине (Даугава) и Дњепра. Сматрам да је тачна изјава једног заробљеног совјетског генерала, да ћемо источно од Двине и Дњепра наићи само на делове совјетских снага који већ и по снази неће бити у стању да одлучујуће утичу на исход немачких операција. Не претерујем, дакле, кад тврдим да ће се рат против Совјетског Савеза успешно завршити у року од четрнаест дана“.
У изјави од 4. јула Хитлер је био још уверенији од Хадлера: “Ја све време покушавам да се ставим у положај противника. Практично, он је рат већ изгубио. Добро је што смо ми уништили руске тенковске и ваздухопловне снаге на самом почетку. Руси их више никада не могу обновити“.
Потребно је нагласити да су немачке снаге до овог датума већ почеле да осећају несташицу у снабдевању, а то је највише дошло до изражаја код Група армија „Центар“. Важан фактор у томе је била и већа ширина железничког колосека у Совјетском Савезу но у осталом делу Европе. До 3. јула је немачка инжињерија успела да прилагоди ширину железничког колосека на нормалну величину до пола пута на линији пољска граница - Минск, а до 5. јула био је завршен и остатак.
Стварно је тако изгледало. Врховни командант копнене војске, фон Браухич, и његов начелник штаба Халдер поднели су 8. јула извештај да су до тада идентификоване 164 совјетске пешадијске дивизије, да је од њих уништено 89, а само 46 је још способно да се бори, 18 је било на споредним деловима ратишта, као на пример у Финској, а да није идентификована локација за 11 дивизија.
У циљу приближавања стратегијског руковођења трупама на фронту 10. јула су биле основане главне команде за три најважнија стратегијска правца. Северозападним фронтом је командовао маршал Климент Ворошилов, Западним - маршал Семјон Тимошенко и Југозападним маршал Семјон Буђони. Ради ефикаснијег функционисања оперативног руковођења, совјетска команда је 20. јула ујединила Фронт резервних армија и фронт Можајске одбрамбене линије у јединствен Резервни фронт под командом Георгија Жукова. На положају начелника Генералштаба Жукова је 1. августа заменио маршал Борис Шапошњиков. На споју централног и Резервног фронта 16. августа је био формиран нови Брјански фронт под командом маршала Андреја Јерјоменка.

## Кијев, Смоленск, Лењинград
Увереност у брзи завршетак рата против Совјетског Савеза била је толико чврста да су Немци рачунали да у најскорије време приступе решавању задатака предвиђених директивом штаба немачке Врховне команде број 32 од 19. јуна 1941. године, у којој се говори, ни мање ни више него о освајању басена Средоземног мора, северне Африке, Блиског и Средњег истока, уз истовремено обнављање „опсаде Енглеске“. Уједно с тим, немачко је руководство мамила перспектива освајања Индије и преношења ратних операција на територију Сједињених Америчких Држава. То су били далекосежни планови о светској доминацији. Већ су од 14. до 27. јула немачки генерали разради план о офанзиви преко Кавказа и Ирана на Багдад и операцију „против индустријске области Урала“, израчунали су колико војске треба с фронта повући у Немачку почетком септембра 1941. године, одредили су мере за смањење бројног стања копнених трупа. Међутим, будући догађаји ће показати да су се Немци поприлично преварили у својој рачуници.
Средином јула нагло је повећан интензитет и обим борби на свим бојиштима. Када су се у борбу укључиле немачка армија под називом „Норвешка“ и финске трупе, укупна дужина активног фронта повећана је за још 1.200 km. Поред три главна стратегијска правца појавио се и четврти - северни сектор фронта, од Баренцовог мора до Карелске превлаке, северно од Лењинграда. Финска Карелска армија и немачка армија „Норвешка“ наступале су на мурманском, петрозаводском и олоњецком правцу у намери да овладају Кировском железничком магистралом и луком Мурманск, која се зими не залеђује. Нова опасност по Лењинград појавила се од Југоисточне финске армије која је надирала преко Карелске превлаке. Четврта тенковска група генерала Хепнера из састава Групе армија „Север“, покушала је да се у брзом ходу преко реке Луге пробије до Лењинграда. Група армија „Центар“, под командом фелдмаршала фон Бока, наступала је на широком фронту од средњег тока Западне Двине до Жлобина на Дњепру. Њена ударна снага, састављена од 2. и 3. оклопне групе, усмерена је била на правцу Витебска, Смоленска и Рославља. Циљ јој је био да заузме Смоленск и Вјазму и отвори пут према Москви. Фон Рундштатова Група армија „Југ“ пробијала се према Кијеву. Румунска 3. и 4. армија наступале су из Молдавије у правцу Одесе.
До средине јула трупе Вермахта су освојиле Летонију, Литванију, Белорусију, Молдавију и део Украјине.
На лењинградском правцу Немци су се приближили Лењинграду на свега 120 km. У току 17. и 18. јула совјетске трупе под командом генерала В. Морозова су извршиле снажан противнапад на 56. немачки моторизовани корпус. На прилазима реци Луги и Новгороду совјетске трупе су успеле да присиле противника да тапка читавих 20 дана у месту. Немцима је било јасно да без нових појачање не могу да наставе напредовање ка Лењинграду.
Према немачким изворима до половине јула само копнене снаге Вермахта су имале 92.000 погинулих и рањених, око 50% тенкова од првобитног броја су уништени, док су губици ваздухопловства достизали 1.284 авиона.
Дана 19. јула немачка Врховна команда је издала Директиву бр. 33 у којој су били дати главни задаци о наставку рата на Истоку који су се пре свега односили на Групу армија „Центар“ и Групу армија „Југ“. Требало је да оне униште већ опкољене совјетске снаге. Што се тиче Група армија „Југ“ она је требало да концентричним нападом из Могилева Подољског, Винице и једне једне тачке северно од Умана опколи и уништи 12. и 16. совјетску армију. Гуеријанова 2. оклопна група требало је да се одвоји од Групе армија „Центар“ и да скрене ка југоистоку, како би спречила да се ове совјетске снаге повуку преко Дњепра. Група армија „Центар“ би онда пошто уништи опкољене снаге, наставила искључиво пешадијским јединицама да напредује ка Москви. Истурени делови оклопних јединица Групе армија „Север“ морали би да сачекају док их не сустигну пешадијске снаге како би онда удруженим снагама напали Лењинград. Због тога би 3. оклопну групу требало пребацити из Групе армија „Центар у Групу армија „Север“.
Због новонастале ситуације Хитлер је 21. јула специјалним возом допутовао на окупирану совјетску територију на сектор ГА „Север“, где се састао са њеним командантом фелдмаршалом фон Лебом. Да би убрзао напредовање ка Лењинграду, Фирер је одлучио да 3. оклопну групу генерала Хота повуче са московског правца и пребаци је на североисток у циљу садејства у освајању Лењинграда. Истовремено је наређено 2. тенковској групи генерала Гудеријана да се окрене на југоисток, док би ка Москви наступале само комбиноване пешадијске јединице.
На кијевском правцу војска Југозападног фронта одбила је средином јула прве налете фон Рунштатових јединица.

### Смоленск
Од 10. јула до 10. септембра 1941. године на западном правцу, на бојишту дугом 650 и дубоком 250 km вођена је Смоленска битка. Смоленск је удаљен од Москве око 400 km и већ је у ранијим периодима руске историје неколико пута био важна тачка у одбрани Москве.
Већ 10. јула око 30 механизованих и оклопних челних дивизија немачке 2. и 3. тенковске групе и 9. и 2. комбиноване армије, из састава Групе армија „Центар“, избиле су на Дњепар и Западну Двину. Главнина им је остала на 120-150 km позади, али су и поред тога нападачи превазилазили совјетске јединице на смоленском правцу у људству, артиљерији и авијацији два пута, а у тенковима — четири пута.
У првој фази битке која је вођена од 10. до. 20. јула, Немци су постигли запажен успех. Успели су да пробију одбрану Западног фронта на његовом десном крилу и у центру. Брзе немачке јединице успеле су да заузму Оршу, Смоленск, Јељну и Кричев разбивши претходно 22. армију генерала Ф. А. Јершакова. У обручу се нашла 19. армија генерала Ивана Коњева, 16. армија генерала М. Ф. Лукина (која је непосредно бранила Смоленск) и у центру фронта 20. армија П. А. Курочкина. На левом крилу Западног фронта 21. армија под командом генерала Ф. И. Кузњецова прешла је 13. јула у противнапад и ослободила градове Рогачев и Жлобин.
У другој фази Смоленске битке – од 21. јула до 7. августа совјетска команда је покушала да предузме противнапад. У близини Јарцева малобројна група совјетске војске под командом генерала Константина Рокосовског неочекивано је прешла у офанзиву, ослободила овај град и прешла у форсирање реке Воп. После успешно изведеног контранапада, Немци су били принуђени да привремено обуставе офанзиву на Москву. Тако је први пут у току Другог светског рата, Вермахт морао на главном стратегијском правцу да пређе у одбрану.
Трећа фаза Смоленске битке трајала је од 8. до 21. августа. У њој су се најжешће битке одвијале на јужним деловима овог рејона. 8. августа 2. тенковска група и 2. пешадијска армија устремиле су се на југ и потиснуле совјетске трупе ка југу и југоистоку. Али и поред жилаве совјетске одбране Немци су успели да 21. августа пробију одбрамбене линије Централног, а затим и Брјанског фронта и продру у дубину 120–140 km и избију на линију Гомељ – Стародуб, дубоко се уклинивши између Брјанског и Централног фронта, угроживши тиме крила и позадину совјетског Југозападног фронта.
За то време на лењинградском правцу ГА „Север“ пробила је 8. августа линију одбране на реци Луги, код Кингсепа и северозападно од језера Иљмен после једномесечних борби заузела Новгород, а 20. августа Чудово, да би потом пресекла пут и железничку пругу Москва – Лењинград. Фон Лебове јединице избиле су на Фински залив у рејону Стрељне и преко Чудова напредовале према Ладошком језеру.
У ноћи 8. августа 1941. полетело је са аеродрома на острву Сарему 15 совјетских бомбардера и напало Берлин. У току наредних месец дана совјетска авијација стационирана на овом острву извршила је укупно девет напада на Берлин и друге немачке градове.
1. 8. генерал-пуковник Франц Халдер је у свом дневнику забележио да је Врховна команда копнене војске на почетку рата рачунала са 200 совјетских дивизија, а да их је сада већ било идентификовано 360.

У Лењинграду је због новонастале ситуације извршена реорганизација фронта тако да је 27. августа од јединица из Лењинграда формиран Лењинградски фронт, а од трупа Северног фронта и јединица у поларном подручју створен је Карелијски фронт, под командом генерала В. А. Фролова. Затим је маршал Климент Ворошилов заменио генрала Попова на положају команданта Лењинградског фронта. Немци су 8. септембра заузели Шлиселбург и потпуно блокирали Лењинград.
Према немачким подацима, од 22.6. до 31.8. 1941. године. Немци су имали 409.998 мртвих и рањених војника. Ти губици су били попуњени са само 217.000 људи; од 24 дивизије које су биле у стратегијској резерви Врховне команде копнене војске, већ је 21 била убачена у борбу. 
1. 9. само је 47% свих немачких тенкова на Источном фронту било употребљиво; 32% било је на листи за оправке, а 30% било је неупотребљиво.[тражи се извор]

Финци који себе нису сматрали немачким савезником, већ су једнино имали истог непријатеља, нису хтели да пређу границу од 1939. Ограничили су се на то да заузму територије које су морали да уступе Совјетском Савезу после Зимског рата 1939-1940.
Четврта фаза Смоленске битке почела је 22. августа, а завршила се 10. септембра. Совјетска команда је покушала да енергичним операцијама разбије ГА „Север“ и осујети њено напредовање у позадину Југозападног фронта. Неочекивано, 2. тенковску групу под командом Гудеријана напало је 460 совјетских авиона и нанело јој веома тешке губитке, које је, међутим, немачка команда брзо попунила. Али то није било довољно да се заустави напредовање непријатеља. Немци су успели да пробију фронт на делу на коме се налазила 22. совјетска армија. Потом су потиснуле и 29. армију на источну обалу Западне Двине. Једино је совјетска 24. армија Резервног фронта успела да потпуно разбије противничку групацију на сектору Јељне. Почетком септембра у околини Смоленска први пут у току рата су употребљене „Каћуше“, којих су се Немци веома плашили, а које су још називали „Стаљинове оргуље“.
Трупе Западног, Резервног и Брјанског фронта прешле су, по наређењу Ставке, 10. септембра у одбрану чиме је завршена Смоленска битка. Смоленска битка је имала веома важну улогу у даљим дешавањима на Источном фронту јер је задржала Немце скоро 2 месеца у њиховом походу ка Москви.
То заустављање је спроведено уз велике губитке. Према немачким подацима у бици за Смоленск заробљено је 348.000 људи, заплијењено је 3.000 тенкова и више од 3.000 артиљеријских оруђа. Совјетски податак говори о 32.000 несталих.

### Кијев
На јужном крилу совјетско-немачког фронта вођене су огорчене борбе два и по месеца. Дужина овог фронта у јулу је износила око 1.200 km, а у септембру близу 800 km, док су се у дубини окршаји одвијали на 500-600 km.
Хитлер је наредио да се 8. августа заузме Кијев. У Украјини су у првој половини августа совјетске трупе уз огорчене напоре одбијале нападе немачке 1. тенковске групе генерала Клајста, као и 6, 17. и 11. армије, затим 3. и 4. румунске армије и Првог мађарског корпуса. Све су те јединице припадале ГА „Југ“. Крајем августа Немцима је пошло за руком да заузму Дњепар, на сектору Кременчуга до Херсона.
С обзиром да није располагао потребним резервама, Хитлеров Главни стан је одлучио да привремено узме 2. тенковску групу и 2. армију од ГА „Центар“ и њиме ојача ГА „Југ“.
Главна команда совјетског Југозападног правца формирана је 10. јула. Она је била координатор борбених операција Југозападног, Јужног и Брјанског фронта, а у оперативном смислу једно време јој је била потчињена и Црноморска флота. Југозападни правац постојао је до 13. септембра 1941. године, а потом су фронтови који су га сачињавали деловали самостално. Командант трупа Југозападног правца маршал Семјон Буђони затражио је од Ставке дозволу да повуче на источну обалу Дњепра 5. армију и 27. пешадијски корпус који су се налазили на угроженом десном крилу Југозападног фронта, што им је Стаљин са извесним закашњењем дозволио, стављајући им истовремено задатак да држе Кијев што је могуће дуже. Стаљин је овим потезом направио катастрофалну грешку која је довела до једног од највећих совјетских пораза у Другом светском рату.
Тек 11. септембра трупе Југозападног фронта су се повукле на нову одбрамбену линију на реци Псјол, а у паници која је захватила совјетску врховну команду одлучено је да се уместо маршала Семјона Буђонија на положај команданта постави маршал Семјон Тимошенко.
Међутим, 1. и 2. немачка оклопна армија нису дозволиле Тимошенковим трупама да организују одбрану на реци Псјол, већ су наставиле да им наносе тешке губитке. Тенкови генерала Клајста упутили су се 12. септембра из Кременчуга на север у сусрет 2. тенковској групи. Обе групе спојиле су се 15. септембра у рејону Ловхице и тиме завршиле опкољавање пет совјетских армија Југозападног фронта. Опкољене су 5, 37. и 26. армија, као и делови 21. и 38. армије са укупно 452 хиљаде војника. Немци су енергичним акцијама од 18. до 20. септембра испресецали опкољене јединице на мање делове и почели да их уништавају понаособ.
У новонасталој ситуацији Ставка је наредила деловима 37. армије који су бранили Кијев да се 19. септембра повуку из града, тако да су после 71 дана одбране Немци заузели главни град Украјине. Неке совјетске јединице су успеле да се пробију из обруча ка северу, док су друге јединице прешле на партизански начин ратовања. И поред тога Немци су у борбама за Кијев заробили преко 250.000 совјетских војника (неки историчари пишу да се та цифра кретала и до 665.000 заробљених црвеноармејаца).
После победе код Кијева у Хитлеровом Главном стану у Растенбургу појавиле су се нове несугласице. Командант немачке Копнене војске фелдмаршал Валтер Браухич сматрао је да треба обновити офанзиву на Москву. А Хитлер и Генералштаб су били за настављање офанзиве на северу и југу, како би се Москва одсекла и припремили услови за поход на њу, јер у том тренутку Вермахт није располагао снагама које би могле успешно да воде операције на сва три главна стратегијска правца.
Занимљиво је да је начелник штаба Врховне команде копнене војске, генерал-пуковник Франц Халдер сматрао да је битка за Кијев била „највећа стратегијска грешка рата на истоку“ с обзиром да је за уништење ових снага утрошено много времена и јединица, што је успорило остале операције, нарочито оне у правцу Москве.

### Одеса
По несносној врућини 5. августа отпчочела је битка за велику црноморску луку Одесу која се у то време налазила у дубокој позадини непријатеља. Град су браниле Самостална приморска армија и делови снага Црноморске флоте. Браниоци су уз помоћ становништва изградили три одбрамбене линије и на градским улицама подигли барикаде. Одесу је бранило око 35 хиљада војника и исто толико добровољаца, који су 73 дана везивали за себе 18 румунских дивизија, потпомогнутих готово читавом румунском ратном флотом и немачком авијацијом. Браниоци су били практично одсечени од совјетског Јужног фронта, па је упркос њиховој изузетној храбрости и чврстини, Ставка одлучила да се град евакуише, јер је претила опасност да буду потпуно окружени. Црноморска флота пребацила је 16. октобра на Крим припаднике Приморске армије која није имала неке озбиљније губитке.